# (91) Aegina
(91) Aegina ist ein Asteroid des mittleren Hauptgürtels, der am 4. November 1866 vom französischen Astronomen Édouard Jean-Marie Stephan am Observatoire de Marseille entdeckt wurde. Es war seine zweite und letzte Asteroidenentdeckung.
Der Asteroid wurde benannt nach Aigina, der Tochter von Asopos, einem Sohn von Poseidon. Sie wurde von Zeus, dem Vater eines ihrer Söhne, in die Insel verwandelt, die ihren Namen trägt. Die Benennung erfolgte durch Carl Christian Bruhns, den Direktor der Sternwarte Leipzig.
Aufgrund der Bahneigenschaften wird (91) Aegina zur Astraea-Familie gezählt.

## Wissenschaftliche Auswertung
Mit Daten radiometrischer Beobachtungen im Infraroten am Mount-Lemmon-Observatorium in Arizona im Januar 1976 wurden für (91) Aegina erstmals Werte für den Durchmesser und die Albedo von 103 km und 0,03 bestimmt. Eine Beobachtung im Februar 1976 am Kitt-Peak-Nationalobservatorium in Arizona ergab Werte von 104 km und 0,03. Aus Ergebnissen der IRAS Minor Planet Survey (IMPS) wurden 1992 Angaben zu Durchmesser und Albedo für zahlreiche Asteroiden abgeleitet, darunter auch (91) Aegina, für die damals Werte von 109,8 km bzw. 0,04 erhalten wurden. Eine Auswertung von Beobachtungen durch das Projekt NEOWISE im nahen Infrarot führte 2011 zu vorläufigen Werten für den Durchmesser und die Albedo im sichtbaren Bereich von 102,7 oder 104,7 km bzw. 0,03 oder 0,05. Nach neuen Messungen mit NEOWISE wurden die Werte 2014 auf 103,4 km bzw. 0,05 geändert. Nach der Reaktivierung von NEOWISE im Jahr 2013 und Registrierung neuer Daten wurden die Werte 2015 zunächst mit 98,4 km bzw. 0,04 angegeben und dann 2016 korrigiert zu 90,2 km bzw. 0,05, diese Angaben beinhalten aber alle hohe Unsicherheiten.
Eine spektroskopische Untersuchung von 820 Asteroiden zwischen November 1996 und September 2001 am La-Silla-Observatorium in Chile ergab für (91) Aegina eine taxonomische Klassifizierung als Caa- bzw. Ch-Typ.
Photometrische Beobachtungen von (91) Aegina fanden erstmals statt vom 24. bis 28. August 1978 am Table Mountain Observatory in Kalifornien. Aus der aufgezeichneten Lichtkurve wurde eine Rotationsperiode von 6,025 h abgeleitet. Weitere Beobachtungen erfolgten vom 20. September bis 30. Oktober 1995 am Charkiw-Observatorium in der Ukraine und am La-Silla-Observatorium in Chile. Aus der aufgezeichnete Lichtkurve wurde hier eine Rotationsperiode von 6,030 h bestimmt. Auch eine Messung vom 7. bis 12. Februar 2009 am Palmer Divide Observatory/Space Science Institute in Colorado lieferte eine Bestätigung dieses Ergebnisses mit exakt dem gleichen Wert. Eine koordinierte Beobachtung an zwei Observatorien in Italien vom 26. März bis 18. April 2018 wurde zu einer Rotationsperiode von 6,029 h ausgewertet.
Aus archivierten Daten des Asteroid Terrestrial-impact Last Alert System (ATLAS) aus dem Zeitraum 2015 bis 2018 wurden dann in einer Untersuchung von 2020 mit der Methode der konvexen Inversion ein Gestaltmodell und zwei alternative Positionen für die Rotationsachse mit einer prograden Rotation sowie einer Periode von 6,0282 h bestimmt.
Zwischen 2012 und 2018 wurden mit der All-Sky Automated Survey for Supernovae (ASAS-SN) auch photometrische Daten von 20.000 Asteroiden aufgezeichnet. Auf mehr als 5000 davon konnte erfolgreich die Methode der konvexen Inversion angewendet werden, darunter auch (91) Aegina, für die in einer Untersuchung von 2021 ein verbessertes dreidimensionales Gestaltmodell für eine Rotationsachse mit prograder Rotation und einer Periode von 6,02831 h berechnet wurde. Aus den Daten von ATLAS konnte in einer Untersuchung von 2022 mit der Methode der konvexen Inversion eine Rotationsperiode von 6,02833 h berechnet werden.